# Rugopimpla angusticella
Rugopimpla angusticella  (лат.) — ископаемый вид перепончатокрылых наездников рода Rugopimpla из семейства Ichneumonidae. Обнаружен в верхнемеловых отложениях Дальнего Востока (Магаданская область, Обещающий, Ola Formation, возраст 70,6—84,9 млн лет).

## Описание
Мелкого размера перепончатокрылые наездники. Длина тела 4 мм (голова + грудь — 1,7 мм: метасома 2,3 мм), длина переднего крыла 3,4 мм.
Вид Rugopimpla angusticella был впервые описан по отпечаткам в 2010 году российским энтомологом Д. С. Копыловым (Палеонтологический институт РАН, Москва, Россия). Включён в состав рода Rugopimpla из вымершего подсемейства Labenopimplinae (Ichneumonidae).